# Li Xin (ski de fond)
Pour les articles homonymes, voir Li Xin.
Dans ce nom chinois, le nom de famille, Li, précède le nom personnel.
Li Xin (en chinois : 李馨), née le 31 juillet 1992 à Harbin, est une fondeuse chinoise.

## Biographie
Même si ses parents pratiquent le ski de fond, ils sont d'abord réticents à ce qu'elle suive leur trace en raison de la dureté du sport, mais Li persiste car cela représente un rêve pour elle.
Sa première expérience au niveau international a lieu en février 2007 lors d'un étape de Coupe du monde à Changchun, en profitant pour marquer des points pour le classement général avec une 24e place sur le dix kilomètres libre.
En 2008, Li prend part à ses premiers Championnats du monde junior à Malles, s'y classant notamment dixième sur le dix kilomètres libre. Un an plus tard, elle honore sa première sélection en championnat du monde élite à Liberec, arrivant 37e du trente kilomètres libre.
Lors de la saison 2009-2010, alors âgée de 17 ans, elle court deux étapes de la Coupe du monde, mais surtout sa première édition des jeux olympiques à Vancouver, prenant la 64e place au dix kilomètres libre.
Lors des saisons suivantes, elle ajoute quelques courses de Coupe du monde à son expérience, sans obtenir de résultat important. Sur les Championnats du monde, elle signe une 37e place sur le trente kilomètres en 2013 et une 38e place sur cette épreuve en 2015.
En 2018, elle prend part à ses deuxièmes jeux olympiques à Pyeongchang, courant les quatre épreuves individuelles au programme, pour obtenir comme meilleur résultat une 36e place au dix kilomètres libre.
Lors de la saison 2018-2019, elle court la plupart des étapes de distance, ainsi que les Championnats du monde à Seefeld, où elle termine trois fois dans le top 50.
Finalement, Li se distingue lors de l'hiver 2019-2020, obtenant son meilleur résultat sur une course par étapes : 27e du Ski Tour en Scandinavie et son meilleur classement général en Coupe du monde : 78e.

## Palmarès

### Jeux olympiques d'hiver
| Épreuve / Édition   | Sprint                           | Sprint    | 10 km | 10 km                            | Skiathlon 2 × 7,5 km | 30 km | Relais | Relais   |
| Épreuve / Édition   | libre                            | classique | libre | classique                        | Skiathlon 2 × 7,5 km | 30 km | Sprint | 4 × 5 km |
| JO 2010 Vancouver   | Épreuve inexistante à cette date | -         | 64e   | Épreuve inexistante à cette date | -                    | -     | -      | -        |
| JO 2018 Pyeongchang | Épreuve inexistante à cette date | 49e       | 36e   | Épreuve inexistante à cette date | 51e                  | 37e   | 17e    | -        |

Légende :
- : pas d'épreuve
- — : Non disputée par Li Xin

### Championnats du monde
| Épreuve / Édition           | Sprint                           | Sprint                           | 10 km                            | 10 km                            | Poursuite / Skiathlon 2 × 7,5 km | 30 km | Relais | Relais   |
| Épreuve / Édition           | libre                            | classique                        | libre                            | classique                        | Poursuite / Skiathlon 2 × 7,5 km | 30 km | Sprint | 4 × 5 km |
| Mondiaux 2009 Liberec       | -                                | Épreuve inexistante à cette date | Épreuve inexistante à cette date | 55e                              | 56e                              | 37e   | -      | -        |
| Mondiaux 2013 Val di Fiemme | Épreuve inexistante à cette date | 70e                              | 64e                              | Épreuve inexistante à cette date | 55e                              | 37e   | -      | -        |
| Mondiaux 2015 Oberstdorf    | Épreuve inexistante à cette date | 54e                              | 63e                              | Épreuve inexistante à cette date | 38e                              | -     | -      | -        |
| Mondiaux 2019 Seefeld       | 39e                              | Épreuve inexistante à cette date | Épreuve inexistante à cette date | 42e                              | 38e                              | -     | -      | 16e      |

Légende :
- : pas d'épreuve
- — : Non disputée par Li Xin

### Coupe du monde
- Meilleur classement général : 78e en 2020.
- Meilleur résultat individuel : 24e.

#### Classements en Coupe du monde
| Année     | Classement général final | Classement distance | Classement sprint |
| 2006-2007 | 99e                      | 72e                 |                   |
| 2019-2020 | 78e                      | 66e                 |                   |

### Jeux asiatiques
- Almaty-Astana 2011 :
  -  Médaille de bronze en relais.
- Sapporo 2017 :
  -  Médaille d'argent en relais.